# るーぷる仙台

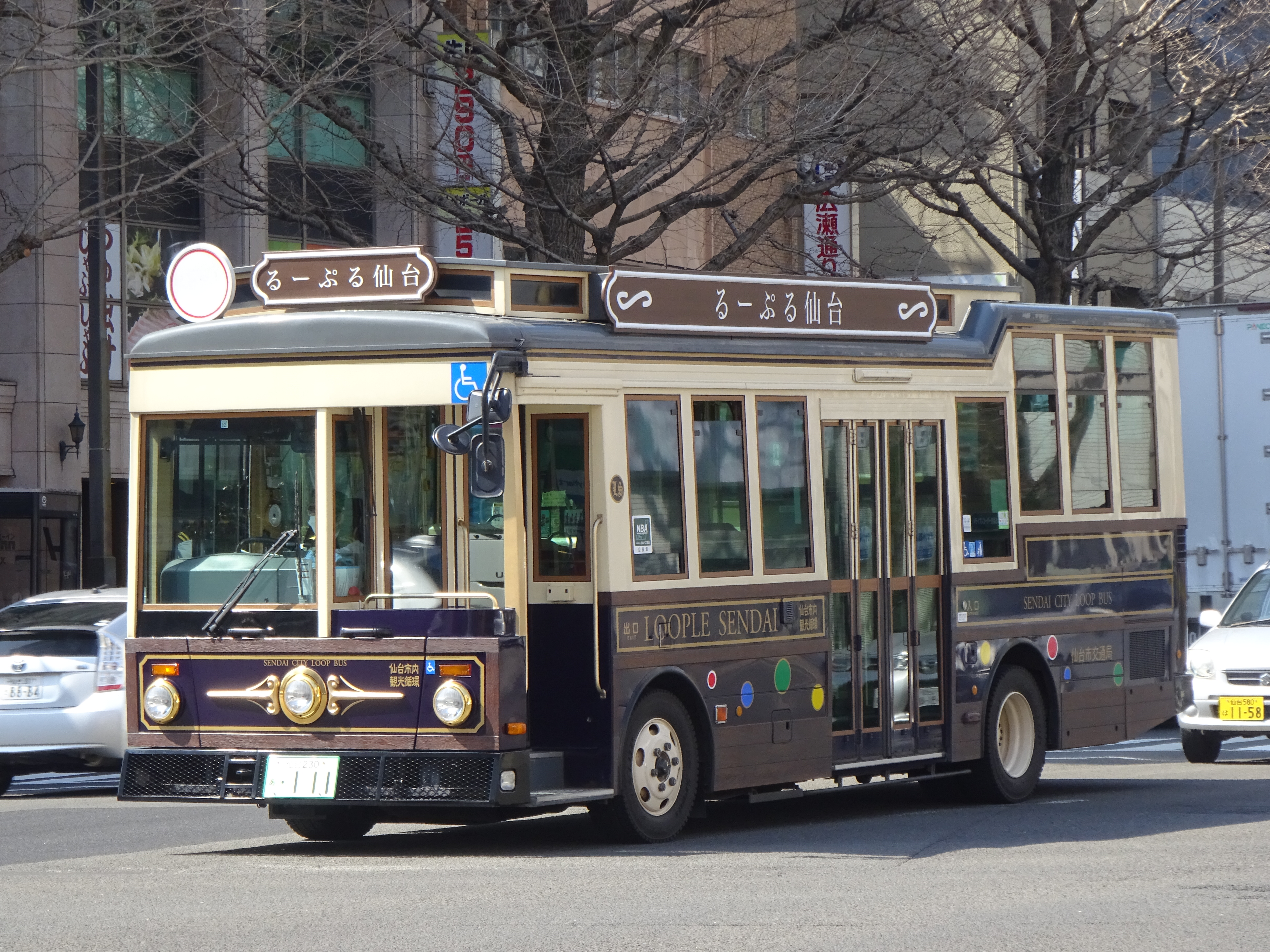
るーぷる仙台・仙台駅前行（2022年3月24日）

るーぷる仙台（るーぷるせんだい、英: Loople Sendai）は、仙台市交通局が運行する仙台市内の観光地を循環する路線バス。「仙台市観光シティループバス」とも呼ばれる。通常の仙台市営バスの車両とは異なる、レトロ調路面電車風の特製車両（ファンタスティックバス）が用いられている。中乗り、前降り。全車で車椅子での乗降可能。
車内と停留所はKDDIとワイヤ・アンド・ワイヤレスが提供する無料公衆無線LAN「SENDAI free Wi-Fi」のアクセスポイントになっている。

## 概要
仙台市経済局と仙台市交通局の共同事業である。パンフレット作製などの宣伝、「るーぷる仙台チョロQ」の販売等は、仙台市観光課、仙台市交通局、公益財団法人仙台観光国際協会 (SenTIA) による「仙台市観光シティループバス運行協議会」（事務局：SenTIA）が担っている。仙台駅西口バスプールでの案内業務は仙台交通株式会社（かつては財団法人仙台市交通事業振興公社）が担っている。
1999年（平成11年）5月13日から運行が開始された。定員50人程の特製車両で基本的に運行されるが、繁忙期の通常運行や特別運行では一般の仙台市営バスに「るーぷる仙台」との横断幕を付けられた臨時便が運行されることがある。

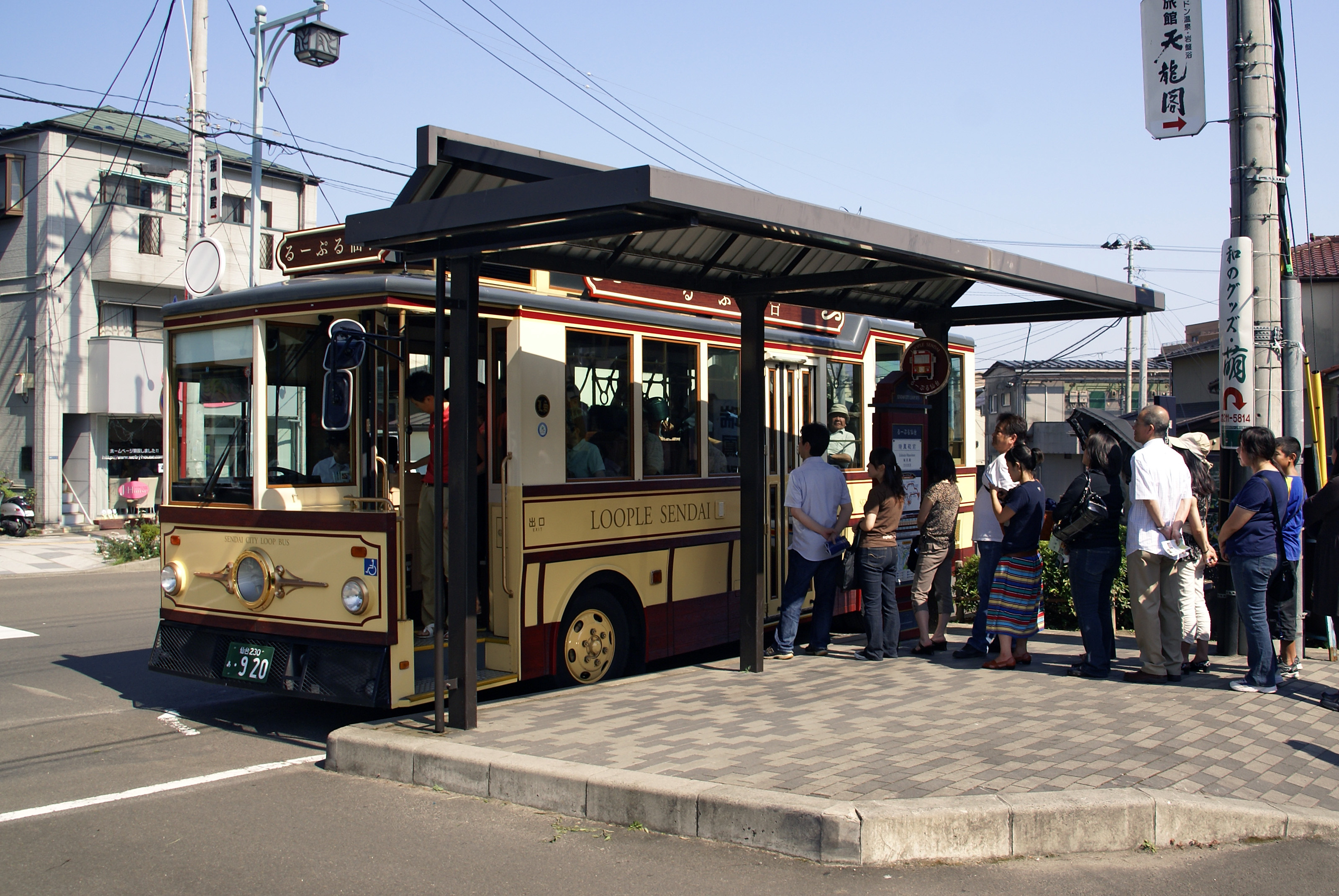
専用バス停「瑞鳳殿前」とるーぷる仙台（2007年8月）。写真の車両（920号車）は仙台ナンバー時代のもので、2016年度末に運用終了している。

通常運行では、仙台駅を起点に仙台市都心部と青葉山地区の観光地を繋ぎ、約70分かけて時計回りに回っており、乗客は途中にある専用のバス停で乗降する。運行時間中は、バスロケーションシステム 「どこバス仙台」で、バスの現在地をインターネットから確認することができる。特別運行では、仙台駅を起点にイベント会場を繋いでいる。
仙台市地下鉄東西線の開業日より「るーぷる仙台・地下鉄共通一日乗車券」（大人：920円 - 2019年10月より）が販売開始されている。るーぷる仙台の停留所が設置される地下鉄駅は、仙台駅・青葉通一番町駅・青葉山駅・国際センター駅・勾当台公園駅（定禅寺通市役所前）・広瀬通駅の6駅である。ただし、走行ルート沿いにある大町西公園駅および川内駅には停留所が設置されていない。
有効な一日乗車券（大人：630円）を提示すると割引を受けられる制度があり、るーぷる仙台の専用バス停に近接する伊達政宗関連観光施設である瑞鳳殿・仙台市博物館・青葉城資料展示館の3施設だけでも大人は合計400円引きになる。このため、割引を受けられない1回乗車券（大人：260円）で巡るより、一日乗車券の方が実質的に安価となる。
なお、「120円パッ区」の利用エリアである都心部内を相互に移動する場合や、仙台駅と瑞鳳殿、理学部自然史標本館、宮城県美術館、大崎八幡宮の各施設を単純に往復する場合は、一般の路線バスや地下鉄東西線を利用する方が安価である。

## 通常運行

### 頻度
運行時間は、仙台駅前発9:00～16:00。
- 平日（8月を除く）：20分間隔で運行。22便/日。
- 土・日・祝日及び8月の全日：20分間隔で運行。22便/日。 
  - 仙台駅発15時以降の便は仙台駅前止まり。
  - 混雑時には、るーぷる専用車両以外のバスが運行する場合がある。

### 専用バス停
|      | バス停名                              | 位置                                   | 乗換駅                                                                                                   |
| ---- | ------------------------------------- | -------------------------------------- | --- |
| 01   | 仙台駅前 （仙台駅西口バスプール16番） | 北緯38度15分34.8秒 東経140度52分51秒   | ○T07/○N10 仙台駅・南3出口まで徒歩1分 仙台駅・西口まで徒歩1分 仙石線あおば通駅までコンコース経由で徒歩5分 |
| 02   | 青葉通一番町駅                        | 北緯38度15分34.7秒 東経140度52分23.3秒 | ○T06 青葉通一番町駅・南1出口まで徒歩1分                                                                  |
| 03   | 晩翠草堂前                            | 北緯38度15分32.2秒 東経140度52分9.8秒  | ○T06 青葉通一番町駅・南1出口まで徒歩2分                                                                  |
| 04   | 瑞鳳殿前                              | 北緯38度15分13.4秒 東経140度52分1.4秒  | |
| 05   | 博物館・国際センター・緑彩館前        | 北緯38度15分28秒 東経140度51分32.7秒   | ○T04 国際センター駅・南1出口まで徒歩5分                                                                  |
| 06   | 仙台城跡                              | 北緯38度15分13.2秒 東経140度51分19.5秒 | |
| 廃止 | （青葉山植物園西）                    | 北緯38度15分13.3秒 東経140度50分42.3秒 | |
| 70   | 青葉山駅                              | 北緯38度15分24.4秒 東経140度50分9.6秒  | ○T02 青葉山駅・北1出口まで徒歩1分                                                                        |
| 80   | 理学部自然史標本館前                  | 北緯38度15分27.7秒 東経140度50分14.9秒 | ○T02 青葉山駅・北1出口まで徒歩3分                                                                        |
| 9    | 国際センター駅・宮城県美術館前        | 北緯38度15分43.3秒 東経140度51分21.2秒 | ○T04 国際センター駅・西1出口まで徒歩3分                                                                  |
| 10   | 交通公園・三居沢水力発電所前          | 北緯38度15分56.3秒 東経140度50分35.1秒 | |
| 11   | 大崎八幡宮前                          | 北緯38度16分10.8秒 東経140度50分42.4秒 | |
| 廃止 | （二高・宮城県美術館前）              | 北緯38度15分46.7秒 東経140度51分23.7秒 | ○T04 国際センター駅・西1出口まで徒歩4分                                                                  |
| 12   | メディアテーク前                      | 北緯38度15分54.7秒 東経140度51分55.9秒 | ○N08 勾当台公園駅・公園2出口まで徒歩6分                                                                  |
| 13   | 定禅寺通市役所前                      | 北緯38度15分57.6秒 東経140度52分11.1秒 | ○N08 勾当台公園駅・公園2出口まで徒歩1分                                                                  |
| 14   | 広瀬通駅                              | 北緯38度15分46.6秒 東経140度52分26.9秒 | ○N09 広瀬通駅・西1出口まで徒歩1分 仙石線あおば通駅・出入口1まで徒歩6分                                   |

### 運賃
| 券名                               | 有効  | 料金   | 料金   | 備考                                       |
| 券名                               | 有効  | 大人   | 小人   | 備考                                       |
| ---------------------------------- | ----- | ------ | ------ | ------------------------------------------ |
| 一回乗車                           | 1回   | 0260円 | 0130円 | 当線のどこから乗り降りしても同じ金額。     |
| るーぷる仙台一日乗車券             | 1日間 | 0630円 | 0320円 | 当線のみ乗降自由。                         |
| るーぷる仙台・地下鉄共通一日乗車券 | 1日間 | 0920円 | 0460円 | 地下鉄南北線・東西線も乗降自由。           |
| 仙台まるごとパス                   | 2日間 | 2720円 | 1350円 | 仙台圏で各種公共交通機関が乗降自由（参照） |
| 仙台市敬老乗車証                   | 1回   | 026円  | －     | 満70歳以上の仙台市民で交付を希望した者     |
| 仙台市ふれあい乗車証               | －    | 無料   | 無料   | 身体障害者等の仙台市民                     |

※ 有効期間が一回のもの以外は乗り放題。
※ 一回乗車の支払いに、ICカード乗車券「icsca」・「Suica」の利用が可能。Suicaと相互利用している交通系ICカードにも利用可能なものあり。
2024年10月1日からはVisa、JCB、AmericanExpress、DinersClub、Discover、銀聯のクレジットカードのタッチ決済にも対応予定
※ 敬老乗車証は、正規運賃の1/10の価格で市バス、地下鉄、宮城交通バスを乗れるもの（年間の上限あり）であるが、当線でも同様の扱い。生活保護世帯等の場合は、運賃が大人・小人とも1/20となる。
※ ふれあい乗車証は、取得も無料。

## 特別運行

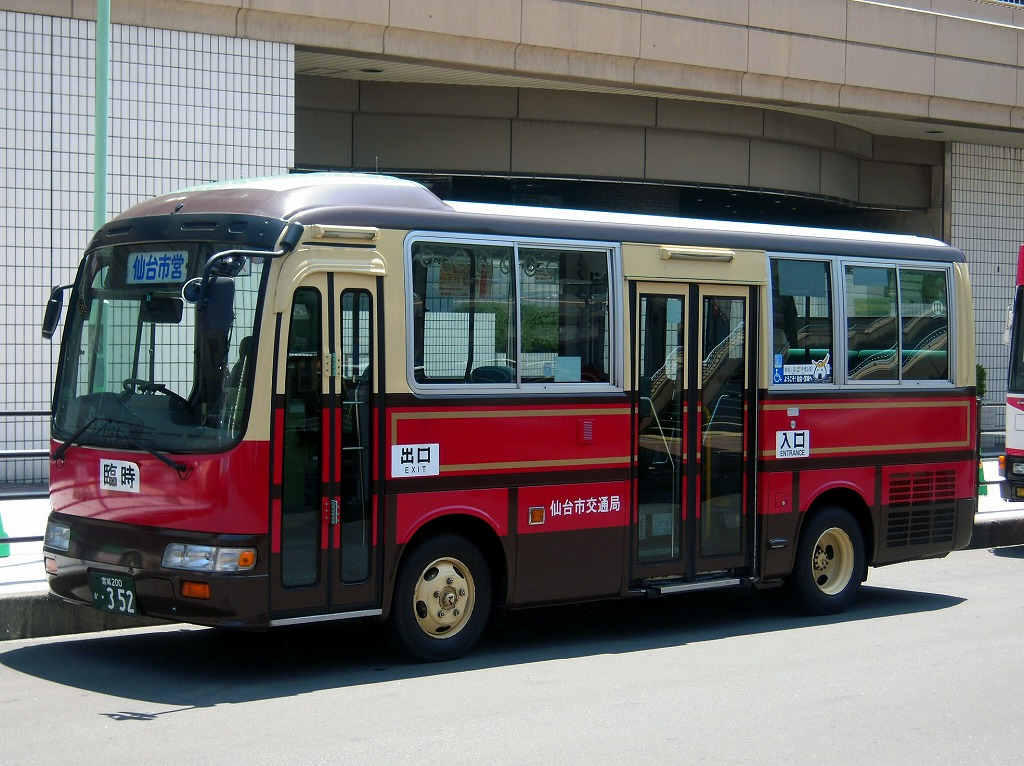
臨時便用車(「仙台230あ·352」、写真は宮城ナンバー当時のもの。)

### 通常コースの延長
大崎八幡宮方面特別運行
- 通常運行コースを延長し、三居沢発電所（日本最初の水力発電所）・大崎八幡宮を回る。
- 期間：2008年10月1日～12月31日（仙台・宮城DC全期間）、2009年10月1日～12月31日（仙台・宮城【伊達な旅】キャンペーン全期間）
- 所要時間：70分（通常運行+15分）
- 2010年4月1日より、このルートが通常運行ルートとなった。

### 単年度企画
特別号

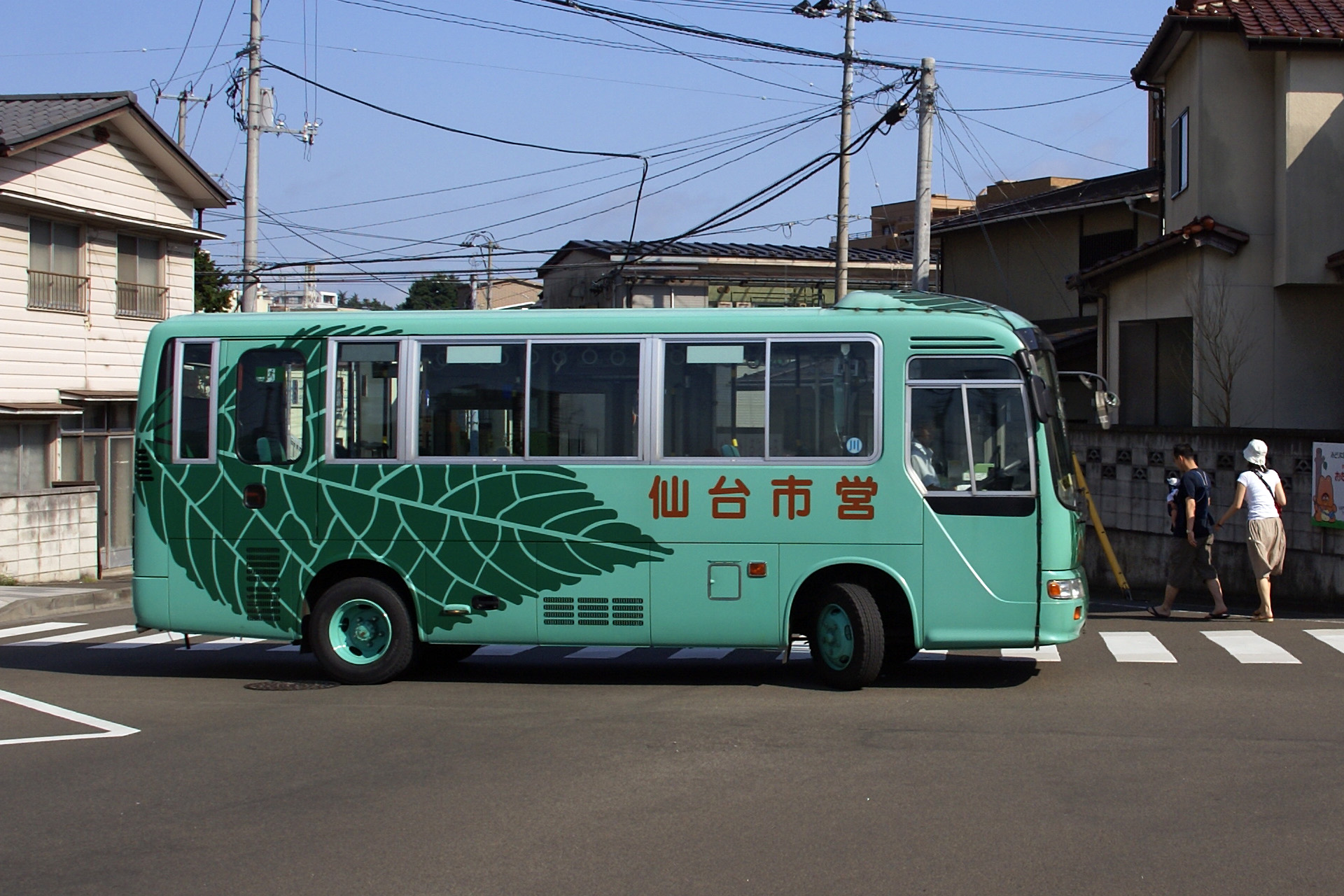
「特別号」で用いられた、「仙台230 あ·246」

- 大崎八幡宮・北山五山・北仙台等を巡るコース
- 期間：2004年10月9日～11月15日
- 仙台駅前発9:15～15:45の30分間隔。14便/日。

瑞鳳殿・仙台城跡金曜夜間特別運行
- 1周約45分で青葉通り→瑞鳳殿→仙台城跡と回る。
- 期間：2008年10月3日～12月5日の毎週金曜日（SENDAI光のページェント前までの仙台・宮城DC期間中）
- 仙台駅前発17:20～19:00。30～40分間隔（1日4便）。

### 例年運行される企画
七夕ナイト号
- 仙台駅前と瑞鳳殿・仙台城跡とを結ぶコース
- 期間：仙台七夕期間中
- 仙台駅前発17:40～21:00、20分間隔。

光のページェント号
- 1周約50分で青葉通と定禅寺通を巡るコース
- 期間：SENDAI光のページェント期間中
- 仙台駅前発：始発17:30。17:40～20:00の間は20分間隔。

## 沿革

### 年表
- 1999年（平成11年）
  - 5月9日 - 開業記念式典および市民体験試乗会。
  - 5月13日 - 3両で運行開始[9]。仙台駅前発9:00～16:00、30分間隔、15便/日。
- 2001年（平成13年）3月末 - 2000年度（平成11年度）の黒字額が480万円となった[10]。
- 2003年（平成15年）
  - 8月6日～8日 - るーぷる仙台「七夕ナイト号」を初めて運行[9]。以降、恒例化[9]。
  - 8月10日 - 乗車人員延べ100万人達成。
- 2004年（平成16年）
  - 3月29日 - 1両増車して4両体制で運行[9]。
  - 7月17日 - 「仙台まるごとパス」の発売開始。他の仙台市営バス路線と共に、同パスの適用路線となった。
  - 10月1日 - バスロケーションシステム「どこバス仙台」が臨時便の運行にも対応開始[11]。
- 2006年度（平成18年度）- ご当地ナンバーの「仙台ナンバー」に再登録[12]。希望番号制度を用いて一連指定番号を車番の数字と同じにする。
- 2007年（平成19年）
  - 3月15日 - 乗車人員延べ200万人達成[13]。
  - 3月21日 - 「仙台城跡」と「理学部自然史標本館前」の両バス停間に「青葉山植物園ゲート前」バス停を新設[14]。
  - 3月末 - 2006年度（平成18年度）の黒字額が1400万円となった[15]。
- 2008年（平成20年） 
  - 仙台・宮城DCに向けて、2008年度（平成20年度）より1両増車して5両体制とし、新制服および専属乗務員を配置[† 2]。
  - 10月1日～12月31日 - 仙台・宮城デスティネーションキャンペーン（仙台・宮城DC）。期間中の乗客数は10万0457人/3ヶ月であり、前年同期の7万5865人/3ヶ月と比べて32.4%増だった[16]。
- 2009年（平成21年）
  - 3月末 - リーマン・ショック以降の世界同時不況にも関わらず、仙台・宮城DCにより2008年度（平成20年度）の利用者が約42万4千人（前年度比：22.8%増）に上った[17]。
  - 9月22日 - 乗車人員延べ300万人達成[18]。
  - 10月1日～12月31日 - 仙台・宮城「伊達な旅」キャンペーン。同キャンペーンに合わせて特別運行を実施。
- 2010年（平成22年）4月1日 - 「交通公園・三居沢水力発電所」や「大崎八幡宮」等を回る新ルート（上記#通常コースの延長と同ルート）での運行を開始[9]。これに合わせ1両増車して6両体制での運行となる[9]。
- 2011年（平成23年）
  - 3月11日14:46 - 東北地方太平洋沖地震（東日本大震災）発生。発災時刻以降、順次運休。
  - 3月末 - 年度末に震災による運休があったものの、2010年度（平成22年度）の利用者は過去最高の約43万人にのぼった[19]。
  - 4月29日 - 「震災復興キックオフデー」に合わせて運行再開。ただし、仙台城の石垣の崩落により市道仙台城跡線[† 3] が通行不可となったため、「仙台城跡」「青葉山植物園ゲート前」「理学部自然史標本館前」の各バス停は経由しない。
  - 6月1日 - 仙台城方面への運行を再開。青葉城本丸会館駐車場内に「仙台城跡（臨時）」バス停を設置[20]。
- 2012年（平成24年）
  - 3月末 - 震災による運休や観光客減少の影響で、2011年度の利用者が約22万人にまで落ち込んだ[19]。
  - 9月18日 - 乗車人員延べ400万人達成[19][21]。
- 2014年（平成26年）4月1日 - 消費税が5%から8%に増税されたのに伴い、従前の1回乗車：大人250円（小児130円）、一日乗車券：大人600円（小児300円）から、1回乗車：大人260円（小児130円）、一日乗車券：大人620円（小児310円）に料金が改定された[† 4][22]。また、車内での一日乗車券の販売を停止した[22]。
- 2015年（平成27年）
  - 2月25日11:30 - 市道仙台城跡線[† 3] が、震災復旧工事終了により通行再開[23]。同日最終便を以って「仙台城跡（臨時）」バス停の使用終了[24]。
  - 2月26日 - 市道仙台城跡線[† 3] の通行再開に伴い、同日始発より「るーぷる仙台」のルートが震災前のルートに復帰[24]。
  - 9月14日 - 乗車人員延べ500万人達成[25]。
  - 12月1日 - 仙台市で開催される第3回国連防災世界会議（3月14日 - 18日）に合わせ、同年3月5日より仙台城址伊達政宗公騎馬像前1ヶ所でサービス開始した「SENDAI free Wi-Fi」のアクセスポイント拡大に伴い、るーぷる仙台の車両内および停留所でも使用可能となった[26][27]。
  - 12月6日 - 地下鉄東西線開業に合わせて、「るーぷる仙台・地下鉄共通一日乗車券」を発売。ICカード乗車券「icsca」による運賃支払の適用開始。「青葉山駅」のバス停を新設。一部バス停の名称を変更（「青葉通一番町」→「青葉通一番町駅」、「二高・宮城県美術館前(10番)」→「国際センター駅・宮城県美術館前」、「青葉山植物園ゲート前」→「青葉山植物園西」、「地下鉄広瀬通駅→広瀬通駅」）[28]。

- 2016年（平成28年）3月16日 - 1台増車して7台体制で運行開始[29]。「水玉模様陣羽織」として知られる仙台藩主・伊達家の「紫地羅背板五色乱星」を模した新デザインが施された[29]。
- 2017年（平成29年）3月15日 - 1960年代後半ごろの仙台市電をモチーフとした車両、および、伊達政宗の生誕450年記念をモチーフとした車両の計2台を増車し、既存の1台（車両状態が悪く全長が他車より1m長い920号車[30]）を使用終了にして、残る6台のうちの1台を予備車両扱いに移行。差し引き8台所有だが、通常時は7台運用での運行体制となった[31]。
- 2019年（令和元年）10月1日 - 消費税が8%から10%に増税されたのに伴い、従前の一日乗車券：大人620円（小児310円）から、大人630円（小児320円）に、地下鉄共通一日乗車券：大人900円（小児450円）から、大人920円（小児460円）に料金が改定された。
- 2020年（令和2年）7月1日 - ルート見直しに伴い、「二高・宮城県美術館前」停留所を廃止。

### 利用状況
| 年     | 車両 | 乗車人員   | 乗車人員 |
| ------ | ---- | ---------- | -------- |
| 1999年 | 3両  | 174,699 人 |          |
| 2000年 | 3両  | 213,213 人 |          |
| 2001年 | 3両  |            |          |
| 2002年 | 3両  | 249,310 人 |          |
| 2003年 | 3両  | 246,541 人 |          |
| 2004年 | 4両  | 265,455 人 |          |
| 2005年 | 4両  | 278,759 人 |          |
| 2006年 | 4両  | 301,906 人 |          |
| 2007年 | 4両  | 343,596 人 |          |
| 2008年 | 5両  | 401,441 人 |          |
| 2009年 | 5両  | 411,533 人 |          |
| 2010年 | 6両  | 450,136 人 |          |
| 2011年 | 6両  | 228,295 人 |          |
| 2012年 | 6両  | 285,914 人 |          |
| 2013年 | 6両  | 323,054 人 |          |
| 2014年 | 6両  | 321,414 人 |          |
| 2015年 | 6両  | 404,393 人 |          |
| 2016年 | 7両  | 441,707 人 |          |
| 2017年 | 7両  | 520,428 人 |          |

利用客数は順調に増加し、2008年度（平成20年度）には仙台・宮城デスティネーションキャンペーンの効果もあって40万人/年を突破した。しかし、2011年（平成23年）3月11日に発生した東北地方太平洋沖地震（東日本大震災）の影響で半減した。
2015年（平成27年）12月6日の仙台市地下鉄東西線の開業により、るーぷる仙台と地下鉄の両方を一日乗り放題にするには、従前では「るーぷる仙台一日乗車券」（大人：620円）と「仙台市地下鉄一日乗車券」（大人：平日840円、土日休620円）の2つを買う必要があったのが、「るーぷる仙台・地下鉄共通一日乗車券」（大人900円）の販売開始によって実質的に値下げとなった。加えて仙台駅と瑞鳳殿・八木山動物公園・仙台城跡を結ぶ一般路線バス「動物公園循環」が廃止され、「るーぷる仙台」が仙台駅と仙台城跡を結ぶ唯一の公共交通機関となった。このような運賃・路線の変化があって、「るーぷる仙台」は土休日を中心に積み残しが生じるほど混雑するようになった。増車等により、2016年度（平成28年度）より7両体制、2017年度（平成29年度）より7両（＋予備1両）体制になり、混雑緩和を目指している。
年間乗車人員（単位：人）

## 特製車両
| 導入年 | 車番 | 製造     | 型式        | 床            | 改造              | 画像 | 車体色               | デザイン コンセプト （備考）          |
| ------ | ---- | -------- | ----------- | ------------- | ----------------- | ---- | -------------------- | ------------------------------------- |
| 1999年 | 114  | 日 野    | KC-RR1JJAA  | ツー ステップ | 東 京 特 殊 車 体 |      | 赤                   |                                       |
| 1999年 | 115  | 日 野    | KC-RR1JJAA  | ツー ステップ | 東 京 特 殊 車 体 |      | 緑                   |                                       |
| 1999年 | 116  | 日 野    | KC-RR1JJAA  | ツー ステップ | 東 京 特 殊 車 体 |      | 青                   |                                       |
| 2004年 | 920  | 日 野    | KK-RJ1JJHK  | ワン ステップ | 東 京 特 殊 車 体 |      | 黄                   | （2016年度末に使用終了）              |
| 2008年 | 113  | い す ゞ | PDG-LR234J2 | ワン ステップ | 岩 戸 工 業       |      | 黄緑                 | 仙台市電 杜の都                       |
| 2010年 | 112  | 日野     | PDG-KR234J2 | ワン ステップ | 東 京 特 殊 車 体 |      | 茶                   |                                       |
| 2016年 | 111  | 日野     | SDG-KR290J1 | ワン ステップ | 東 京 特 殊 車 体 |      | 茄子紺               | 水玉模様陣羽織                        |
| 2017年 | 100  | 日野     | SKG-KR290J2 | ノン ステップ | 東 京 特 殊 車 体 |      | 緑 クリーム オレンジ | 仙台市電カラー （1960年代後半の塗装） |
| 2017年 | 450  | 日野     | SKG-KR290J2 | ノン ステップ | 東 京 特 殊 車 体 |      | 茶褐色               | 政宗公生誕450年記念号                 |
| 2018年 | 117  | 日野     | 2KG-KR290J3 | ノン ステップ | 東 京 特 殊 車 体 |      | 黄                   |                                       |
| 2019年 | 118  | 日野     | 2KG-KR290J3 | ノン ステップ | 東 京 特 殊 車 体 |      | 青                   |                                       |

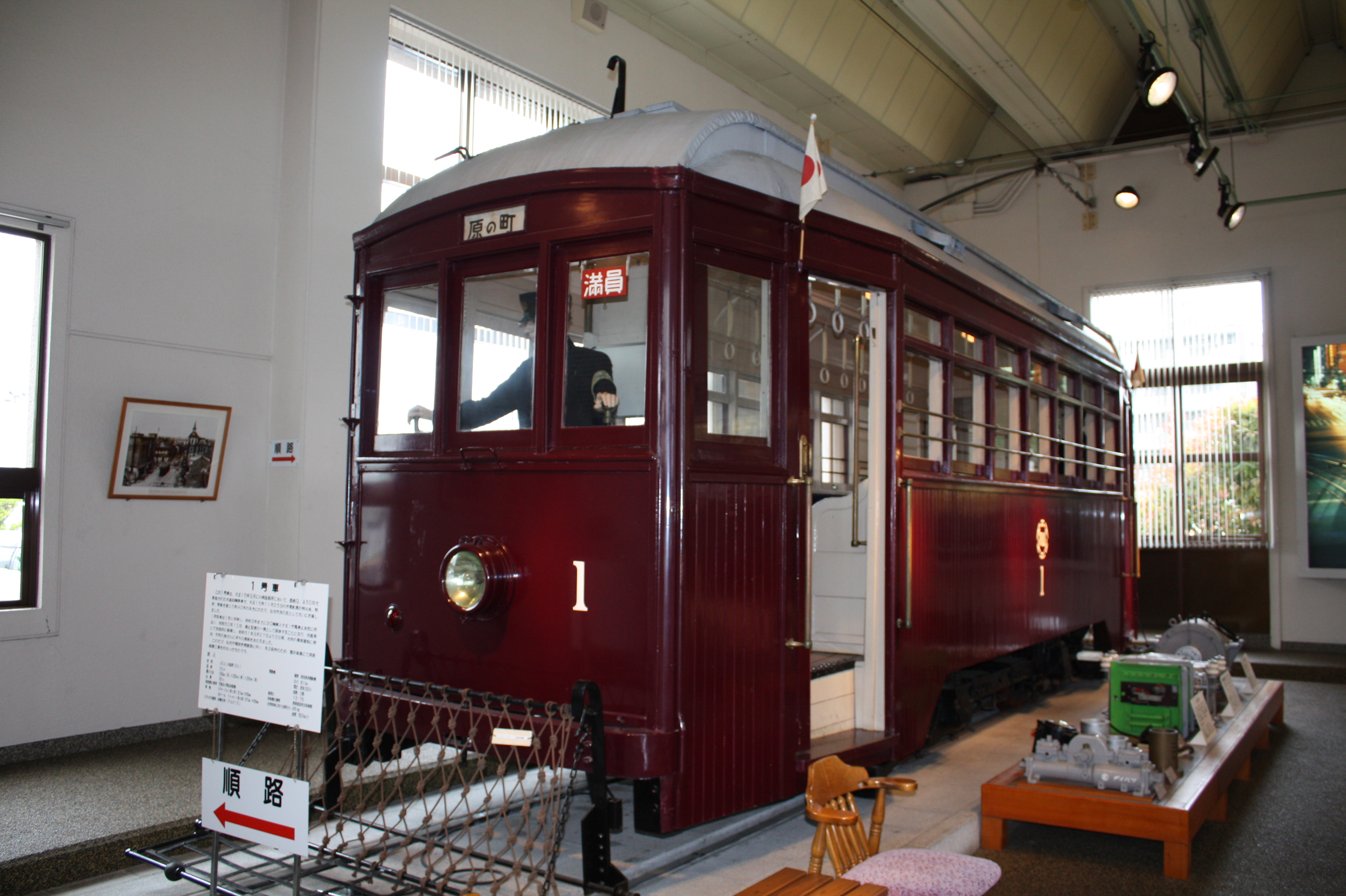
一部デザインのベースとなった仙台市電1号車

- メーカーは導入時期によって異なるが、架装業者により類似したデザインに変更されている。塗装は1台ごとに異なり当初はレトロ調の色合いだったが、2008年以降は杜の都や伊達政宗など仙台と関連するイメージの色が採用されている。
- 車両前面の中央にあるヘッドライトは仙台市電の1灯式ライトを模した飾りで、実際には点灯できない。この部分は架装業者により大きさが若干異なる。
- 車番920以外は、車内後方に立ちスペースと円形の手すりがある。
- 車番とナンバープレートの一連指定番号の数字は一致する。
- るーぷる仙台特製車両をかたどったチョロQが存在する[37]。
- 2006年の仙台ナンバー導入に伴い、これまでの「宮城200か·xxx」がすべて「仙台230あ·xxx」(xxxは従前のナンバーと同一)に登録変更されている。
- 2008年10月頃より、臨時便用の日野・リエッセ（車番「宮城200か·352」）にも専用車両に準じた塗装が施されている（なお、2013年に希望ナンバー <仙台ナンバー> への変更が実施され、「仙台230あ·352」に変更された）。
- 全車バリアフリー化済み。2ステップ車では乗降リフト装置、1ステップ車はスロープ板で車椅子は乗降する[1]。
- 2017年に新車が2台導入されたことにともない、同年3月15日付で1台（920号車）が使用終了[30]、1台が予備車両の運用に変更された。
- 2017年に導入された「政宗公生誕450年記念号」の前面には伊達政宗の兜の前立である弦月をイメージしたマークが描かれている。